# Samenzwering van Amboise

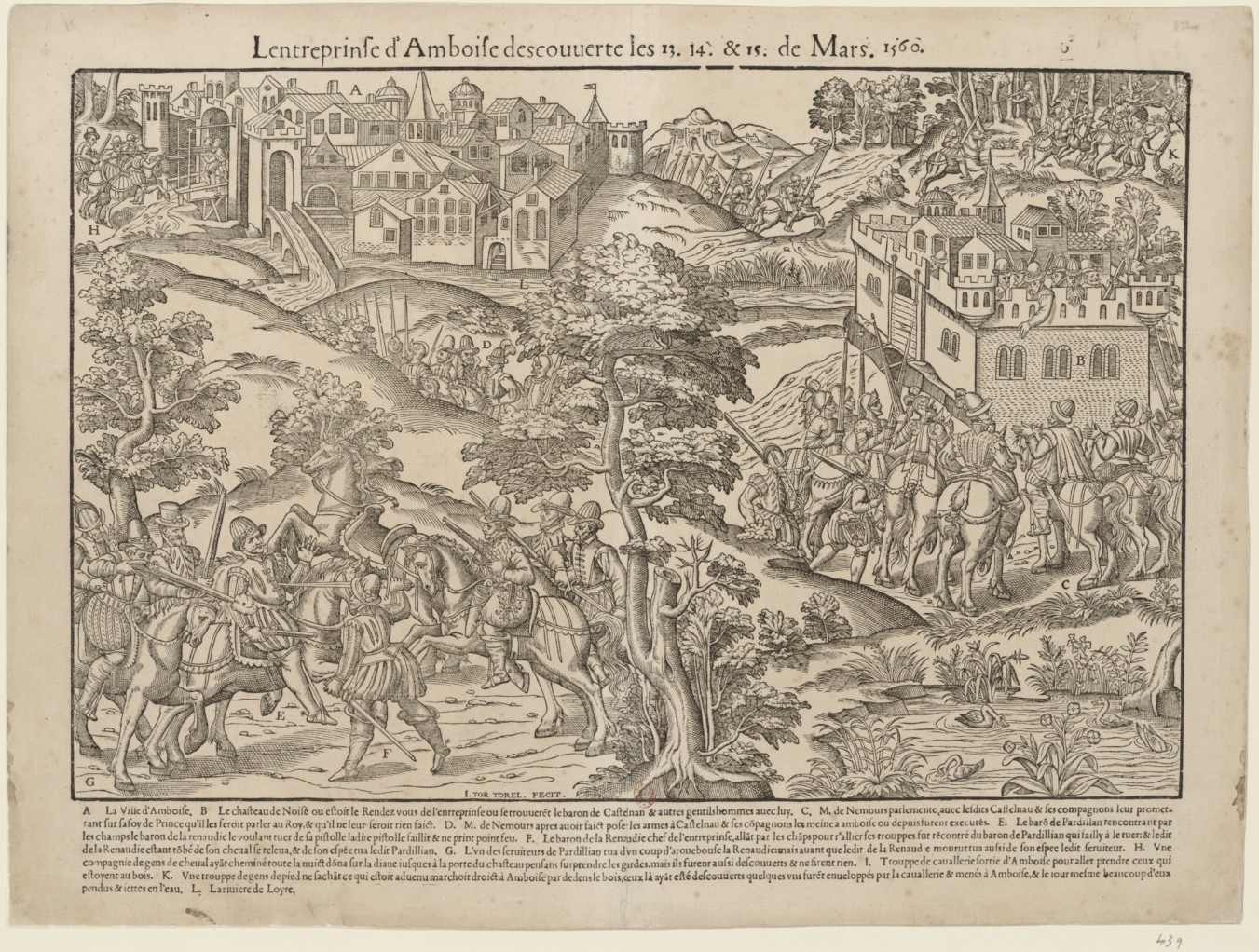
Print van de ontdekking van de Samenzwering van Amboise

De Samenzwering van Amboise was een gefaalde samenzwering van de hugenoten in 1560 om koning Frans II van Frankrijk te ontvoeren.

## Achtergrond
Na de onfortuinlijke dood van Hendrik II van Frankrijk was de invloed van de katholieke familie Guise toegenomen omdat de nieuwe koning, Frans II, nog vrij jong was toen hij de troon besteeg. Frans van Guise en zijn broer Karel van Lotharingen werden invloedrijke personen aan het hof van de Franse koning en zij wilden een strenge koers varen ten opzichte van de Franse hugenoten. Hun positie was echter niet onbetwist. Zo wilde de koningin-moeder Catharina de' Medici een belangrijkere rol spelen ten opzichte van het beleid van haar zoon. Ook de protestantse Bourbons, Anton van Bourbon en Lodewijk I van Bourbon-Condé, waren tegenstanders van de Guises.
De protestanten werden in Frankrijk na het Edict van Châteaubriant onderdrukt, maar desondanks had de religie zich verder door het land verspreid door de bekeringsdrift vanuit het calvinistische Genève. Het leek erop dat de onderdrukking en de vervolging met de Guises aan de macht alleen maar zou voortduren. Anton van Bourbon weigerde de leiderschapsrol van de protestanten op te nemen, maar zijn broer Lodewijk was ambitieuzer en was wel bereid om stappen te nemen tegen de Guises.

## Samenzwering
Begin 1560 verbleef het koninklijke hof in het Kasteel van Amboise. Met de hulp van enkele honderden edelen uit de provincies van Frankrijk hoopte Jean du Barry, heer van La Renaudie, om koning Frans II te kunnen ontvoeren. Barry stond in contact met de prins van Condé en met Genève. Deze eerste steunde de plannen van Barry, maar Calvijn maande de samenzweerders om de koning niet fysiek te confronteren. De plannen voor de ontvoering lekten uit waardoor het hof en de Guises op de hoogte kwamen van de plannen. Toen de samenzweerders begin maart 1560 zich verzamelden nabij Amboise werden ze ingesloten door de koninklijke troepen die onder het commando van de hertog van Guise stonden. Honderden protestanten werden hierbij gevangen genomen. Verschillende hugenoten werden geëxecuteerd en werden opgehangen aan de muren van het kasteel.

## Nasleep
De samenzwering was voor de Franse katholieken de bevestiging dat de protestanten opstandige rebellen waren die de staat omver wilden werpen. Na de executie van de samenzweerders vaardigden de Guises een arrestatiebevel uit voor Condé, maar door de voortijdige dood van Frans II op 5 december 1560 werd de geplande executie van Condé geannuleerd. Met de troonsbestijging van elfjarige Karel IX was een regentenraad nodig waardoor de invloed van de Guises aan het hof verminderd kon worden.